# Dinguiraye (Präfektur)

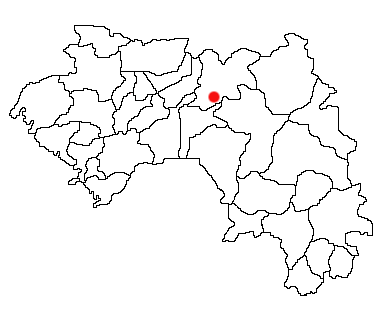
Lage von Stadt und Präfektur Dinguiraye in Guinea

Dinguiraye ist eine Präfektur in der Region Faranah in Guinea mit etwa 155.000 Einwohnern. Wie alle guineischen Präfekturen ist sie nach ihrer Hauptstadt, Dinguiraye, benannt.
Die Präfektur liegt im Norden des Landes, grenzt an Mali und umfasst eine Fläche von 11.000 km².

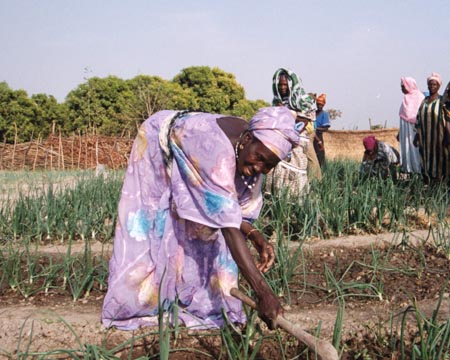
Landwirtschaft in einer Bauernkooperative in Dinguiraye

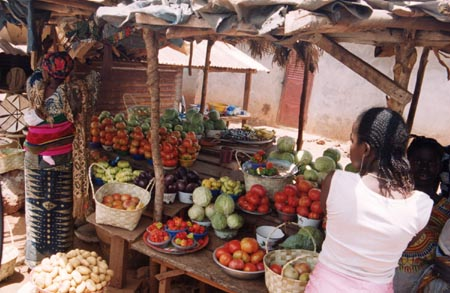
Marktstand in Dinguiraye